# کفایة الطالب فی مناقب علی بن ابی‌طالب
کفایه الطالب فی مناقب امیر المؤمنین علی بن ابی طالب (ع) کتابی از محمدبن یوسف الکنجی الشافعی است.

## تصحیح
این کتاب در سال ۱۳۸۹ منتشر و در مراسم کتاب سال جمهوری اسلامی ایران به‌عنوان کتاب برگزیده معرفی شد.